# Želimir Žilnik
Želimir Žilnik, serb. Желимир Жилник (ur. 8 września 1942 w Niszu) – serbski reżyser i scenarzysta filmowy. Jeden z głównych przedstawicieli jugosłowiańskiej czarnej fali lat 60. i 70. Laureat Złotego Niedźwiedzia na 19. MFF w Berlinie Zachodnim za film Młode lata (1969). Po upadku komunizmu i rozpadzie Jugosławii na początku lat 90. Žilnik publicznie krytykował reżim serbskiego przywódcy Slobodana Miloševicia. Jego film Dupa z marmuru (1995) przyniósł mu nagrodę Teddy Award na 45. MFF w Berlinie.